# Tadeusz Maćkała
Tadeusz Maćkała (ur. 2 listopada 1962 w Lubinie) – polski polityk i samorządowiec, poseł na Sejm III i IV kadencji, senator VI kadencji.

## Życiorys
Jest absolwentem I Liceum Ogólnokształcącego im. Mikołaja Kopernika w Lubinie. W 1986 ukończył studia na Wydziale Prawa i Administracji Uniwersytetu Wrocławskiego, uzyskał następnie uprawnienia radcy prawnego. Od 1990 do 1994 był wiceprezydentem Lubina, następnie do 1998 prezydentem tego miasta, a do 2001 także radnym rady miasta.
W 1997 został wybrany do Sejmu z rekomendacji Partii Chrześcijańskich Demokratów wchodzącej w skład Akcji Wyborczej Solidarność. Potem działał w Porozumieniu Polskich Chrześcijańskich Demokratów i jako jego członek w 2001 z ramienia Platformy Obywatelskiej po raz drugi uzyskał mandat poselski w okręgu legnickim. Cztery lata później już jako członek PO został wybrany na senatora VI kadencji. W 2006 bez powodzenia kandydował na prezydenta Lubina z ramienia lokalnego komitetu Teraz Lubin. Za start bez zgody władz PO został usunięty z partii, jednak do końca kadencji pozostał członkiem jej klubu parlamentarnego. Nie wystartował w przedterminowych wyborach parlamentarnych w 2007.
W maju 2003 Sąd Rejonowy w Lubinie uniewinnił go od zarzutów narażenia Skarbu Państwa i majątku gminy na straty poprzez niewpłacanie podatku VAT. W 2008 prokurator skierował przeciwko niemu akt oskarżenia, zarzucając mu spowodowanie szkody w majątku gminy na kwotę 1,6 mln zł w związku z udzielaniem dotacji lokalnym instytucjom, postępowanie w tej sprawie zakończyło się umorzeniem.
Był później członkiem rady nadzorczej PSE-Operator. W 2010 został wybrany do rady powiatu lubińskiego z ramienia TL. W 2011 był na liście kandydatów Polskiego Stronnictwa Ludowego do Sejmu, w 2014 na liście PO do sejmiku dolnośląskiego, a w 2015 ponownie z listy Platformy Obywatelskiej ubiegał się o mandat poselski. W 2018 powrócił do rady powiatu jako kandydat Prawa i Sprawiedliwości. Uzyskał reelekcję w kolejnych wyborach w 2024.

## Życie prywatne
Tadeusz Maćkała jest żonaty, ma jedno dziecko.